# 国際連合安全保障理事会決議1973
国際連合安全保障理事会決議1973（こくさいれんごうあんぜんほしょうりじかいけつぎ1973、英: United Nations Security Council Resolution 1973: UNSCR1973）は、2011年3月17日に国際連合の安全保障理事会において採択された、リビア情勢についての決議。

## 概要
国連安保理決議1973は、リビアにおける停戦の即時確立を要求し、文民を保護する責任を果たすために、国際社会によるリビア上空の飛行禁止区域の設定と、外国軍の占領を除いたあらゆる措置を講じることを加盟国に容認した。2011年10月27日、国連安保理決議2016により10月31日をもって軍事介入が終了することが決議され、これに伴い一連の制裁措置も解除された。フランス、レバノン、イギリスによって共同提案され、10カ国の賛成により成立した。反対票は投じられなかった 。

## 内容
以下を決議する：
- 即時停戦の確立を要求し、民間人に対する暴力、攻撃、人権侵害を完全に停止することを要求し、
- リビア上空に飛行禁止空域設定を課し、
- 市民と、市民が多い地域を保護するために「外国勢力による占領」を除くあらゆる手段を許可し、
- 船と飛行機を強制的に検査することで武器輸出禁止と傭兵に対するアクションを強化し、
- 指定した全てのリビアの航空便に禁止を課し、
- リビア政府当局によって所有されている資産を凍結し、それらはリビア国民の利益のために使われるべきであるということを再確認し、
- 決議1970における旅行禁止と資産凍結措置を、さらに多くのリビアにおける個人に追加して課し、
- 制裁の実施を監視し、推進するための専門家パネルを設置する。

## 投票結果
| 賛成 (10) | 棄権 (5)                                     | 反対 (0) |
| --- | -------------------------------------------- | -------- |
| - ボスニア・ヘルツェゴビナ - コロンビア - フランス - ガボン - レバノン - ナイジェリア - ポルトガル - 南アフリカ共和国 - イギリス - アメリカ合衆国 | - ブラジル - 中国 - ドイツ - インド - ロシア |          |

* 常任理事国は太字で表記。
常任理事国である中国とロシアは飛行禁止空域設定の実効性と、他の手段による解決がまだ望みがある段階での武力行使に対して慎重な姿勢を示していたが、イスラム協力機構と湾岸協力会議も飛行禁止空域設定に賛成し、アラブ連盟が飛行禁止空域設定の要請や空爆の容認を含む対リビア非難声明を採択するに至ったため棄権に回った。安保理メンバーのアフリカ諸国はリビア政府を非難し、全て賛成に回った
。
翌日、棄権票を投じたドイツのアンゲラ・メルケル首相は、同国は軍事作戦には加わらないとしながらも「我々はこの決議の目的を深く共有している。我々が投じた棄権票が中立を意味すると誤解されてはならない」と述べた。

## リビアの反応
ムアンマル・アル＝カッザーフィー政権は2011年3月18日12時45分(GMT)頃に、国連安保理決議への対応として軍事活動の即時停止を開始したと発表したが、その後もベンガジやミスラタに対する攻撃を継続したため、3月19日に米英仏を中心とする軍事介入が行われるに至った。